# Apethymus filiformis
Apethymus filiformis är en stekelart som först beskrevs av Johann Christoph Friedrich Klug 1818.  Apethymus filiformis ingår i släktet Apethymus, och familjen bladsteklar. Enligt den finländska rödlistan är arten nära hotad i Finland. Arten är reproducerande i Sverige. Artens livsmiljö är lundskogar.